# Himlens soldater
Himlens soldater är en shiamuslimsk grupp i Irak, ledd av Ahmad Hasan al-Yamani.
Himlens soldater drabbade 2007 samman med säkerhetsstyrkor nära Najaf. Under ashura-högtiden i Karbala, i januari 2008 kom det till nya våldsamheter mellan polis och sektmedlemmar, drivna av tron på att den "försvunne imamen", mahdin, åter skulle uppenbara sig i samband med årets ashura.
al-Yamani tror att mahdins återkomst kommer att innebära slutet på orättvisorna på jorden.